# Colori e simboli della Juventus Football Club

Antonio Cabrini nel 1978, in azione con la classica divisa della Juventus: maglia a strisce verticali bianconere, con pantaloncini e calzettoni bianchi.

I colori e simboli della Juventus Football Club hanno svolto un ruolo decisivo nella costituzione dell'identità societaria e visiva del club al di fuori dell'ambito strettamente sportivo dalla fine del XIX secolo.
All'esordio ufficiale nel campionato nazionale del 1900, le tinte sociali della Juventus erano il rosa e il nero, allora i colori sportivi del liceo d'Azeglio presso cui studiavano i fondatori e primi soci del club. La tenuta di gioco bianconera, che sarebbe divenuta quella canonica della squadra oltreché una tra le più iconiche del panorama sportivo mondiale, in virtù dei successi della squadra, la diffusione della propria tifoseria e la propria influenza sui colori sociali adottati da numerose squadre sportive a livello internazionale – ispirata alla casacca degli inglesi del Notts County –, venne portata al debutto tre anni più tardi; questa, bianca e nera a strisce verticali – da cui il soprannome di Bianconeri – fu scelta da Gordon Thomas Savage, uno dei soci juventini e, in precedenza, il primo giocatore d'origine non italiana dell'undici torinese, a rappresentare «divise da gioco più professionali» nonché un «simbolo d'aggressività e potere» grazie alle sue tinte bianche e nere associate, rispettivamente, alla purezza e all'autorità. Nel corso del Novecento, dopo la svolta verso il professionismo del calcio italiano, sulla maglia di gioco vennero inseriti distintivi quali la numerazione tattica, alla fine degli anni 1930, e i marchi degli sponsor tecnici e ufficiali del club, a cavallo tra gli anni 1970 e 1980. Infine, lo stemma societario fu cucito sulle divise bianconere per la prima volta a metà degli anni 1990.
Lo stemma della Juventus, reso pubblico per la prima volta nel 1905, non subì variazioni in termini di disegno dalla fine della prima guerra mondiale, diventando un simbolo sportivo perenne nel tempo. Esso racchiude, tra i suoi principali elementi, il nome del club, i colori societari adottati nei primi anni del XX secolo e il toro furioso preso dall'araldica cittadina; durante gli anni 1970, per un breve periodo tale figura fu sostituita dalla stilizzazione di una zebra rampante, anch'essa già simbolo associato alla squadra dall'inizio del Novecento.
Altre caratteristiche essenziali della società bianconera sono la longevità della sua proprietà, che perdura in maniera pressoché ininterrotta dagli anni 1920, un particolare modello di gestione riassunto nell'endiatri nota come «tre S» – ovvero «Semplicità, Serietà, Sobrietà» –, l'estesa diffusione che contraddistingue la propria tifoseria, slegata da confini geografici o classi sociali, e «un'invidia [nei confronti del club] altrettanto diffusa».

## La maglia

### Prima divisa

#### Storia
(Frammento delle dichiarazioni di Eugenio Canfari, uno dei fondatori della Juventus, quando ne assunse la presidenza nel 1898)

##### Origini

I fondatori-giocatori della Juventus nel 1899, con indosso la storica divisa rosanero degli albori.

Quella che è comunemente considerata la storica tenuta di gioco della Juventus, una camicia rosa carnicino con cravatta o farfallino nero, accompagnata a pantaloncini e calzettoni pure neri, venne introdotta dopo la sua ricostituzione quale «Foot-Ball Club» nel 1899 e originariamente adottata, date le ristrettezze economiche in cui versava il club agli albori, essenzialmente per l'esigenza di ricorrere al tessuto meno costoso disponibile sul mercato, per l'appunto il percalle rosa; questa divisa, comprendente anche voluminose cinture che richiamavano le fasce dei giocatori di palla basca, e un berretto a identificare il capitano della squadra, venne sfoggiata sino all'entrata nel Novecento. In precedenza, tuttavia, la prima divisa juventina del biennio 1897-1898 fu una semplice camicia bianca con calzoncini neri, indossata nelle diverse competizioni in cui era impegnato l'allora «Sport-Club» alla fine dell'Ottocento.
Pochi anni dopo la fondazione, le divise rosanero avevano già fatto il loro tempo in casa juventina, sia perché irrimediabilmente usurate dalla pratica sportiva, sia perché il rosa era ormai visto da più parti come una tinta non molto mascolina. Secondo quanto attestato nelle memorie del fondatore e in seguito presidente Enrico Canfari, fu a questo punto che si fece avanti un inglese, Gordon Thomas Savage, tra i soci del club e commerciante all'ingrosso di prodotti tessili a Torino, giocatore di calcio nell'International Foot-Ball Club oltreché arbitro in alcune partite ufficiali: questi, visto l'ormai stinto rosa pallido delle camicie dei giocatori juventini, propose loro di sostituirle comprando in Inghilterra delle nuove divise, rosse con bordini bianchi, simili a quelle utilizzate dal Nottingham Forest.

Una formazione della Juventus nel 1908, ormai in maglia bianconera.

Ciò avvenne grossomodo nel primo lustro del XX secolo, tuttavia col tempo è andata perduta la certezza di una data: la storiografia ufficiale fissa convenzionalmente al 1903 questo momento, anche se nelle sue memorie Enrico Canfari si limitò a parlare di «un percalle sottile e roseo che portammo, sbiadito all'inverosimile, sino all'anno 1902»; ulteriormente, nuove ricerche svolte negli anni 2010 hanno ventilato l'ipotesi di retrodatare financo al dicembre del 1901 l'abbandono del rosanero.
Fatto sta che, ricevuto l'incarico, Savage si mise in contatto con una fabbrica tessile di Nottingham e inviò l'ordine d'acquisto, accompagnandovi come campione la più maltrattata delle vecchie camicie rosa. L'impiegato del luogo, alla vista dello scolorito capo, probabilmente credette che anziché rosa fosse bianca e macchiata: sicché, vista la coincidenza con i colori bianconeri dell'altra compagine di Nottingham, il Notts County, uno dei più antichi club del campionato inglese di calcio e rivale storico dei Garibaldi Reds, pensò bene di spedire in Italia una dotazione di uniformi appunto dei Magpies.
A Torino, quando fu aperto il grosso pacco postale, le quindici maglie a strisce verticali bianche e nere decisamente non piacquero, ma data la prossimità del campionato non vi erano alternative per i soci-giocatori juventini: pertanto dovettero adottarle, insieme a pantaloncini e calzettoni di colore nero, talvolta con laccetti all'altezza del colletto. A dispetto dei giudizi iniziali, ben presto divennero queste le divise ufficiali della squadra piemontese, in quanto sembrava che «portassero fortuna» alla società: assurgeranno tra le casacche più famose al mondo, sia per i numerosi successi sportivi dei torinesi sia perché prese da riferimento, assieme agli altri distintivi juventini, da vari altri club a livello internazionale.
(Frammenti della storia del Notts County e articoli correlati pubblicati nel quotidiano inglese Daily Mail)

##### Dagli albori agli anni 1960
La formazione juventina che vinse il suo primo scudetto nel 1905, due anni dopo l'abbandono della maglia rosa, portava sul petto otto righe che successivamente subirono una variazione: da un minimo di sette passarono a un massimo di nove – come quelle delle formazioni che si ricordano nel Quinquennio d'oro (1931-1935). In quegli anni la maglia subisce un ritocco: uno scollo a «V» bianco sostituisce il colletto. Il colore dei pantaloncini cambiò in bianco e furono introdotte due righine bianche sui calzettoni neri sotto il ginocchio.
L'unica novità che si registrò durante gli anni 1940 fu l'introduzione di un girocollo bianco e, secondo il regolamento della Federazione Italiana Giuoco Calcio (FIGC) all'epoca, di una numerazione sulla maglia per l'identificazione dei giocatori. Così, la prima serie dei numeri fu impressa in bianco e indossata sul fondo nero della divisa, grazie a una rigatura più ampia.
Tra gli anni 1950 e 1960 furono introdotte delle righe più larghe, di tessuto non elastico, accompagnate dalla novità dei numeri sulla schiena adesso colorati di rosso: quest'ultimo fu il primo elemento cromatico nella divisa societaria a derogare dal classico bianconero introdotto all'inizio del Novecento. Inoltre la forma del colletto cambiò in circolare. Precisamente nel campionato 1957-1958 – con la Juventus del Trio Magico composto da Boniperti, Sívori e Charles – fu adottato definitivamente il colore bianco sui calzettoni, mentre la maglia divenne una sorta di casacca di tessuto non elastico, con righe ampie, dalla foggia più affine a una camicia piuttosto che a un capo sportivo.
All'inizio della stagione 1958-1959, dopo aver ottenuto l'approvazione della FIGC, venne cucita sulla maglia una «stella d'oro a cinque punte» a seguito del decimo titolo italiano conquistato pochi mesi prima, al tempo il nuovo record nazionale per titoli vinti nella massima serie: ciò rappresentò il primo caso, nella storia dello sport, in cui venne introdotto un distintivo atto a simboleggiare la vittoria di un certo numero di trofei, un'icona che sarà in seguito replicata da numerose squadre di club e nazionali nel resto del mondo. La prima divisa rimase così, senza subire cambiamenti, esattamente per un decennio.

##### Anni 1970 e 1980
Le casacche bianconere utilizzate stabilmente tra i primi anni 1970 e i tardi anni 1980 tornarono a una vestibilità aderente nonché a una palatura più stretta, arrivando a vantare addirittura undici righe, in una sorta di omaggio all'undici titolare della squadra. I numeri sulla divisa ritornarono bianchi, com'erano stati fino al secondo dopoguerra, stavolta inseriti in un riquadro nero sulla schiena. I pantaloncini, corti e aderenti, sono anch'essi bianchi; dello stesso colore i calzettoni, su cui spiccano due righe nere. Era la Juventus del cosiddetto Ciclo Leggendario (1972-1986), e quelle casacche attillate vennero indossate da giocatori come Anastasi, Bettega, Cabrini, Causio, Furino e Scirea.
Il primo e più importante ciclo di Giovanni Trapattoni in seno al club (1976-1986) è poi contraddistinto da un nuovo cambiamento: ritornano infatti le righe medie su maglie ora meno aderenti al corpo, sempre con numerazione bianca su fondo nero, precisamente dal 1979 – quando, per la prima volta, comparì il logo di un fornitore tecnico, la Robe di Kappa – al 1993 e nuovamente dal 2001 al 2004; precisamente nel 1979 la Lega Nazionale Professionisti autorizzò le squadre a mostrare il marchio dello sponsor tecnico (che viene collocato sulla parte destra della divisa, sui pantaloncini e sui calzettoni), evento seguito nel 1981 dalla liberalizzazione delle sponsorizzazioni commerciali, che permise l'esposizione di marchi pubblicitari nella parte frontale della maglia.
Va tuttavia specificato come, nonostante il succitato arrivo di Kappa a "firmare" le divise bianconere del tempo, financo alla stagione 1988-1989 le sole maglie venivano fornite dal piccolo Maglificio Savio-Romano: a tali casacche, realizzate ancora artigianalmente in cotone, solo successivamente lo sponsor tecnico "ufficiale" si limitava ad apporre il proprio logo – oltreché a curarne la vendita presso i tifosi, tramite il nascente settore del merchandising sportivo.
Frattanto nel 1982-1983 la nuova maglia vedrà le due stelle – in riconoscimento al ventesimo scudetto vinto dalla Signora la stagione precedente – racchiuse in una particolare «scatolina» bordata d'oro che talvolta fa tutt'uno con il tricolore, e leggermente più piccole rispetto al passato; tale fregio rimarrà inserito sul petto delle divise bianconere fino alla prima parte del decennio seguente. La stessa casacca juventina, sia nella foggia che nel disegno, resterà praticamente immutata da qui in avanti sino al termine del decennio.

##### Anni 1990
Durante gli anni 1990 mancarono i motivi della rigatura sulla schiena, e nel fondo della parte dedicata allo sponsor fu adottato il colore bianco della divisa (nel triennio dal 1995-1996 al 1997-1998). Le maglie non erano più realizzate nel vecchio cotone makò bensì in materiale sintetico, divenendo «più lucide ed aggressive».
A metà del decennio le due stelle cambiarono versione: più grandi e liberate dalla «scatolina». Nella stagione 1997-1998, quella del centenario di fondazione della società, Kappa realizzò una delle maglie più particolari della storia juventina, con righe molto larghe (solo cinque, e solo sul davanti), le stelle e lo stemma societario – introdotto sulla maglia per la prima volta – dirottati sulla manica sinistra, motivi tondeggianti sul retro e sulle braccia, e prevalenza del nero anche per pantaloncini e calzettoni.
Nel 1998-1999 si decise per un ulteriore rimando all'antico, con la reintroduzione dei numeri rossi sul dorso della maglia com'era tra gli anni 1950 e 1960, colletto bianco e righe tradizionali; rispetto alla stagione precedente, permase invece la scelta del nero per pantaloncini e calzettoni, il luogo dello storico bianco. In quest'annata, come sintomo della ormai sempre maggior presenza degli sponsor nel calcio, si segnalò inoltre la fornitura approntata specificamente per la fase a eliminazione diretta della Champions League, che vide sopra le divise juventine delle ulteriori bande logate a correre lungo maniche e pantaloncini; un dettaglio che sarà poi esteso nella stagione 1999-2000 a tutte le competizioni.

##### Anni 2000
I primi anni 2000 videro il breve intermezzo della Lotto, che nel biennio 2000-2002 ripropose una maglia nel solco della tradizione juventina, con numeri bianchi su fondo nero. Molto più audace si rivelò la divisa del campionato 2002-2003, contraddistinta da numerosi inserti neri e piping bianchi a delimitare fortemente la palatura; tale stagione rimarrà importante nella storia delle casacche juventine poiché, allineandosi alla contemporanea evoluzione del marketing sportivo, da qui in avanti il club torinese inizierà a proporre il cambio annuale di uniforme.
A partire dalla stagione 2003-2004 le divise sono disegnate dalla Nike, che decide l'introduzione dei numeri colorati in giallo, similmente con lo Swoosh che appare ora sulle maglie juventine. Nel campionato 2004-2005 fa la sua comparsa un collo opalo sulla maglia, la quale ha sette righe bianconere. L'anno dopo le righe diventano nove – con una piccola bandiera italiana sulla schiena, e la frase commemorativa «Centenario del primo Scudetto 1905-2005» alla base dello stemma –, fino alle undici righe verticali dell'annata 2006-2007 in serie cadetta, quest'ultimo un modello ispirato a quello vestito dal Trio Magico, con le due stelle spostate sulla manica sinistra.
La stagione 2007-2008, quella del ritorno in massima serie, vede principalmente la temporanea reintroduzione del colore rosso per la numerazione sulla schiena. Nel campionato successivo nomi e numeri dei calciatori ritornato gialli, mentre la divisa tradisce una certa ispirazione a quelle del Quinquennio d'oro, con l'adozione standard di pantaloncini bianchi e calzettoni neri; l'ispirazione alla squadra della prima metà degli anni 1930 prosegue nell'annata 2009-2010, con una maglia casalinga che ricalca, nella sua palatura composta da nove righe verticali più bordini bianchi, quella resa emblematica in primis dal Trio dei ragionieri.

##### Anni 2010
Gli anni 2010 iniziano per la Juventus con le casacche della stagione 2010-2011, in cui le strisce bianconere presentano la particolarità di bordi zigzagati, mentre pantaloncini e i calzettoni tornano a essere entrambi neri come non succedeva dall'annata 2002-2003. La divisa del campionato 2011-2012, rimasta agli annali per il ritorno allo scudetto dopo gli anni bui post-Calciopoli, vede la reintroduzione del bianco per calzoncini e calzettoni, mentre le righe nere della casacca presentano delle sfrangiature ai lati onde creare un effetto tridimensionale.

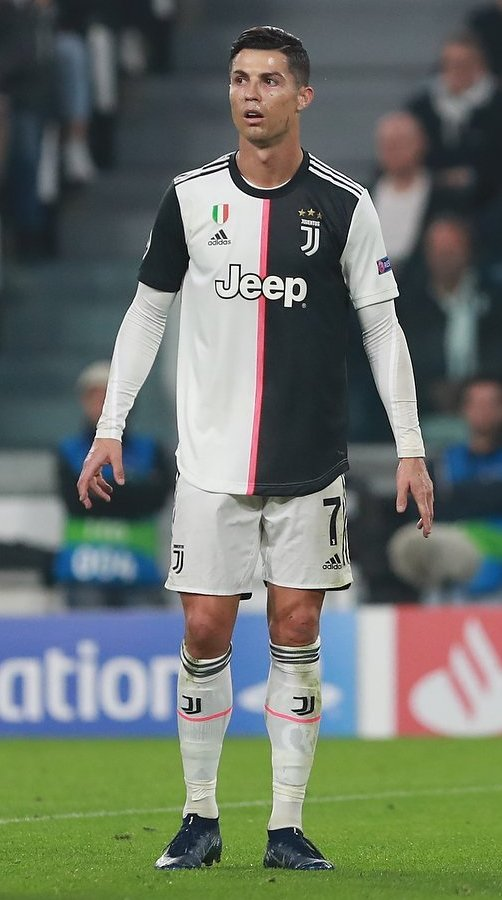
Cristiano Ronaldo nel 2019: per la prima volta dal 1903 la Juventus accantona lo storico template a strisce verticali per uno stile partito.

L'annata 2012-2013 vede la maglia bianconera adottare una palatura più larga, ma più di tutti si fanno notare i sopraggiunti attriti con la Federazione circa il palmarès juventino nei campionati vinti, che portano al polemico oscuramento delle stelle. La casacca vede altresì l'abbandono, dopo quasi un decennio, della numerazione colorata in favore del classico "quadratone" nero; si segnala inoltre l'apposizione all'interno del colletto del motto bonipertiano «Vincere non è importante, è l'unica cosa che conta».
L'uniforme approntata per il campionato 2013-2014, che contrassegnerà lo storico scudetto vinto alla quota record di 102 punti, segna un ritorno allo stile degli anni 1980 per la presenza di una rigatura più stretta abbinata a uno scollo a «V» bianco. Per il 2014-2015, ultima annata in cui Nike veste il club torinese, la maglia presenta una numerazione nera su fondo bianco nonché un primo tentativo d'interazione con la tifoseria attraverso un sondaggio online che sfocia nell'apposizione, all'interno del colletto, del motto societario «Fino alla fine».
La stagione 2015-2016 segna l'inizio del legame con adidas. Nella seconda metà del decennio il marchio tedesco spazia per la Juventus tra divise dal sapore classico se non dichiaratamente vintage, su tutte quella del campionato 2017-2018 che rispolvera il grande palo nero sulla schiena a inglobare la numerazione, come accadeva tra il periodo interbellico e il secondo dopoguerra, e altre dal taglio più moderno e sperimentale, come quelle degli scudetti 2017, che propone ulteriori pinstripe bianche ad arricchire le strisce nere, e 2019, questa contraddistinta da un numero minimo di pali, appena tre in totale tra fronte e retro.
Gli anni 2010 si chiudono tuttavia con una rottura dirompente nell'immagine del club: l'uniforme dell'annata 2019-2020 è infatti la prima dal 1903 a rigettare le iconiche strisce juventine in favore di un template partito, presentando un busto diviso verticalmente a metà tra bianco e nero, colori ulteriormente separati da un sottile palo rosa centrale, e con maniche a contrasto.

#### Evoluzione
| 1897-1899 | 1899-1902 | 1903-1915 | 1915-1920 | 1920-1922 | 1922-1926 | 1926-1927 | 1927-1929 | 1929-1931 | 1931-1936 |
| 1936-1942 | 1942-1943 | 1943-1950 | 1950-1951 | 1951-1952 | 1952-1953 | 1953-1957 | 1957-1958 | 1958-1959 | 1959-1960 |
| 1960-1961 | 1961-1962 | 1962-1965 | 1965-1966 | 1966-1967 | 1967-1968 | 1968-1970 | 1970      | 1970-1972 | 1972-1974 |
| 1974-1975 | 1975-1976 | 1976-1977 | 1977-1978 | 1978-1979 | 1979-1980 | 1980-1981 | 1981-1982 | 1982-1983 | 1983-1984 |
| 1984-1985 | 1985-1986 | 1986-1987 | 1987-1989 | 1989-1990 | 1990-1991 | 1991-1992 | 1992-1994 | 1994-1995 | 1995-1996 |
| 1996-1997 | 1997-1998 | 1998-1999 | 1999-2000 | 2000-2001 | 2001-2002 | 2002-2003 | 2003-2004 | 2004-2005 | 2005-2006 |
| 2006-2007 | 2007-2008 | 2008-2009 | 2009-2010 | 2010-2011 | 2011-2012 | 2012-2013 | 2013-2014 | 2014-2015 | 2015-2016 |
| 2016-2017 | 2017-2018 | 2018-2019 | 2019-2020 | 2020-2021 | 2021-2022 | 2022-2023 | 2023-2024 | 2024-2025 | 2025-2026 |

### Seconda divisa

#### Storia
Le seconde maglie della Juventus, dai primi decenni sino al termine degli anni 1960, furono storicamente bianche oppure nere. Solo nel periodo interbellico e nel secondo dopoguerra si segnalò l'unica e saltuaria variazione di rilievo, una casacca verde portata sporadicamente al debutto all'inizio degli anni 1930, e in seguito ripresa a cavallo degli anni 1940 e 1950, stavolta ulteriormente cerchiata da una fascia bianconera.
Un primo punto di svolta arrivò all'inizio degli anni 1970 quando, dopo quasi due decenni, venne creata una divisa di cortesia nuova di zecca, blu con colletto e polsini bianconeri. Questa, nata da un'idea dell'allora dirigente juventino Italo Allodi, debuttò sul finire della stagione 1970-1971, realizzata specificatamente per la finale di ritorno della Coppa delle Fiere da giocarsi il 3 giugno 1971, in Inghilterra, contro il Leeds Utd: la seconda casacca dell'epoca del club bianconero, bianca, sarebbe infatti andata a confondersi cromaticamente con il tradizionale completo casalingo degli Whites. Molto simile alla maglia azzurra indossata dall'Italia, l'uniforme voleva per l'appunto rimarcare l'italianità della Juventus, in quel frangente unica squadra di club del bel paese ancora in gioco in campo internazionale.
Tale divisa, ciclicamente aggiornata in minimi dettagli, si affermò stabilmente a Torino per quasi un quindicennio sino a quando, con l'annata 1983-1984, venne sostituita da un'uniforme spezzata composta da maglia gialla, pantaloncini blu e calzettoni pure gialli – che, di fatto, andava a riproporre i colori dello stemma comunale torinese –, la quale segnò le trasferte dei piemontesi fino all'inizio degli anni 1990. Sia la divisa blu sia la gialloblù finirono per contrassegnare alcune delle più importanti vittorie internazionali della Juventus nel Novecento – rispettivamente, la Coppa UEFA 1976-1977 e la Coppa delle Coppe 1983-1984 –, rimanendo da allora nella memoria dei tifosi bianconeri.
Dopo il breve intermezzo della stagione 1990-1991, in cui venne rispolverato un completo nero, dal 1994-1995 al 1997-1998 la seconda maglia ritornò blu, con due grandi stelle posizionate all'altezza delle spalle: sino alla stagione 1995-1996 queste furono riempite di giallo e contornata di bianco, mentre successivamente le stelle passarono a blu e bordate di giallo. Tale divisa accompagnò i bianconeri nella vittoria della finale della Champions League 1995-1996. Il campionato 1998-1999, pur riproponendo lo stesso template sopracitato, segnò invece un primo ritorno del bianco, con una maglia linda e le due stelle nere. A cavallo di II e III millennio, anche nel 2002-2003 la maglia da trasferta fu appannaggio di un completo bianco, che nell'occasione recava come variazione cromatica numerosi piping neri.
Nel XXI secolo, una seconda maglia grigia venne utilizzata nel 2000-2001, mentre per l'annata 2001-2002 venne creata una uniforme completamente nera; colore poi ripreso anche nel 2006-2007, stavolta su una muta più ricercata dal punto di vista dei dettagli. In mezzo, la seconda maglia del 2003-2004 ripropose coi canoni moderni la divisa rosanero degli albori, con una maglia caratterizzata da un singolare motivo grafico a croce, mentre nel corso della stagione 2004-2005 fu sfoggiata una particolare maglia a strisce verticali rosablù di differente larghezza; per l'annata 2005-2006 la Vecchia Signora ha poi adottato una maglia rossa con fascia verticale biancoverde sul lato sinistro del petto, per un effetto "tricolore" celebrativo dei cento anni dal primo titolo nazionale dei bianconeri. Nel 2007-2008, campionato del ritorno in massima serie, la divisa da trasferta è azzurra – in omaggio al trentesimo anniversario della prima vittoria bianconera in Coppa UEFA –, col petto attraversato da due sottili fasce gialle che inglobano lo sponsor.
All'inizio del decennio seguente, la Juventus del 2009-2010 ha indossato una maglia di colore acciaio con una sbarra nera e bianca sul davanti. I pantaloncini e calzettoni sono di color nero, rispettivamente con una striscia laterale nei colori societari e la scritta JUVENTUS in grigio sul polpaccio. Per la stagione 2010-2011 la seconda torna completamente bianca con un palo tricolore, con effetto zigzagato, che scende dall'alto verso il basso al centro della maglia. I pantaloncini, anch'essi di colore bianco, possiedono una riga laterale tricolore a zigzag e si abbinano perfettamente al resto della divisa.
Nel 2011-2012 si torna invece alle origini, ma con una tonalità di rosa vivo molto accesa. La casacca è completata dal profilo di una grande stella nera. Per la stagione 2012-2013, la squadra indossa nuovamente una seconda divisa completamente nera – che omaggia la muta del 1941-1942 con cui venne conquistata la Coppa Italia –; i numeri di maglia e altri piccoli particolari sono invece in bianco. Il completo da trasferta del 2013-2014 vede il ritorno dell'abbinamento gialloblù, i colori di Torino, riproposti secondo lo schema già noto della maglia gialla e dei pantaloncini blu; stavolta, la maglietta vede dei bordini bianconeri su maniche e colletto, con nomi e numeri in nero sul retro. C'è un nuovo ritorno al passato nella stagione 2014-2015, con un completo blu arricchito solo da discreti dettagli gialli; sul petto, la maglia è caratterizzata dalla presenza di tre grandi stelle, riportate tono su tono, che si dipanano dallo stemma societario.

#### Evoluzione
| 1941-1942 | 1942-1943 | 1943-1945 | 1945-1950               | 1950-1951               | 1951-1952 | 1952-1953 | 1953-1954 | 1954-1957 | 1957-1958 |
| 1958-1959 | 1959-1960 | 1960-1961 | 1961-1962 (1ª versione) | 1961-1962 (2ª versione) | 1962-1963 | 1963-1965 | 1965-1966 | 1966-1967 | 1967-1968 |
| 1968-1971 | 1971-1972 | 1972-1974 | 1974-1975               | 1975-1976               | 1976-1977 | 1977-1978 | 1978-1979 | 1979-1980 | 1980-1981 |
| 1981-1982 | 1982-1983 | 1983-1984 | 1984-1985               | 1985-1986               | 1986-1987 | 1987-1989 | 1989-1990 | 1990-1991 | 1991-1992 |
| 1992-1994 | 1994-1995 | 1995-1996 | 1996-1997               | 1997-1998               | 1998-1999 | 1999-2000 | 2000-2001 | 2001-2002 | 2002-2003 |
| 2003-2004 | 2004-2005 | 2005-2006 | 2006-2007               | 2007-2008               | 2008-2009 | 2009-2010 | 2010-2011 | 2011-2012 | 2012-2013 |
| 2013-2014 | 2014-2015 | 2015-2016 | 2016-2017               | 2017-2018               | 2018-2019 | 2019-2020 | 2020-2021 | 2021-2022 | 2022-2023 |
| 2023-2024 | 2024-2025 | 2025-2026 |                         |                         |           |           |           |           |           |

Nel 2013 la maglia alternativa usata dalla Juventus nella stagione 2011-2012 venne classificata al 32º posto nella lista dei cinquanta migliori abbigliamenti calcistici per il materiale usato, forma e colore, di tutti i tempi stilata dalla rivista bimestrale statunitense, specializzata in arte e disegno, Complex. Una delle uniche due creazioni del bel paese inserite nella lista, la pubblicazione evidenziò l'italianità del disegno della casacca, le tonalità dei colori rosa e nero impiegati nonché l'originalità nella forma in cui la silhouette di una grande stella nera sporge sopra la divisa.

### Terza divisa

#### Storia

L'insolita terza maglia vista raramente nei primi anni 1940, bianca e con una «J» nera sul petto.

Nonostante la storia delle terze maglie juventine abbia convenzionalmente inizio solo con l'ultimo decennio del XX secolo, già nei precedenti il club torinese aveva fatto sporadicamente affidamento a ulteriori divise da trasferta. Rimane agli annali l'esperimento dei primi anni 1940, una casacca bianca dal particolare design, recante una grande lettera «J» nera in mezzo al petto – che tuttavia ottenne notorietà grazie all'uso che ne fece maggiormente il portiere juventino del tempo, Giuseppe Peruchetti. Nel febbraio del 1962, in occasione della gara di ritorno dei quarti di finale di Coppa dei Campioni, per distinguere i calciatori torinesi dai padroni di casa del Real Madrid, venne creata una divisa da trasferta nera, de facto una terza divisa rispetto al preesistente kit bianco. La stagione 1983-1984 era stata invece la prima a vedere una terza divisa, una tantum, formalmente inserita nella fornitura tecnica della squadra: stante il debutto dello spezzato gialloblù come seconda uniforme, si assistette al declassamento a terza scelta del precedente completo blu, vestito fugacemente solo nel precampionato.

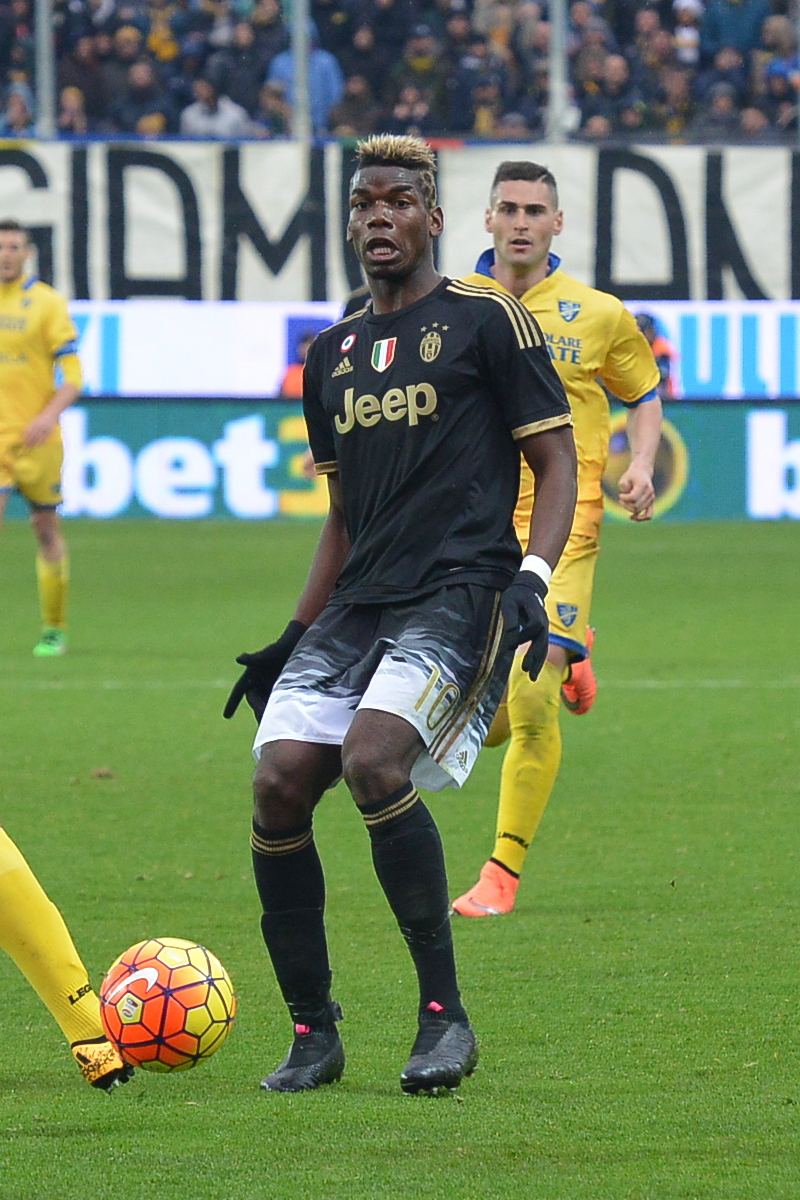
Paul Pogba con la terza divisa della stagione 2015-2016, un completo nero – colore ricorrente nella storia delle mute di cortesia juventine – qui abbinato a dettagli bianco-oro.

È solo con l'annata 1990-1991, quando la divisa gialloblù venne relegata a questo ambito, che nella società bianconera s'iniziò a veder prodotte con continuità delle terze casacche da gioco. Dal 1994 al 1996 ci fu una tenuta nera con due stelle gialle sopra le spalle, secondo lo stesso template già in uso per la contemporanea seconda muta blu, mentre nel 1996-1997 l'idea di un completo giallonero venne variata ricorrendo a una particolare fantasia grafica, la stilizzazione del muso di una zebra, che si stagliava lungo tutto il busto; va da sé che, nonostante la messa in produzione di tali uniformi, a conti fatti queste non vennero mai utilizzate dai giocatori di movimento della squadra in incontri ufficiali – eccezion fatta per una sua variante a tinte inverse, saltuariamente sfoggiata in campo dai portieri juventini dell'epoca.
A cavallo tra II e III millennio, a livello cromatico la fecero da padrone le varie tinte di blu, mentre nell'annata 2005-2006 si rivide dopo una discreta assenza il completo gialloblù nato a suo tempo negli anni 1980. In seguito, per un discreto lasso di tempo, la Juventus non ebbe a disposizione una terza divisa "originale", ovvero creata per l'occasione: dal 2006-2007 al 2013-2014, il fornitore tecnico Nike decise infatti di riutilizzare ogni volta, per questo ambito, le seconde divise dell'annata precedente.
La stagione 2014-2015 vide il ritorno di una terza casacca pensata all'occasione, che dopo oltre cinquant'anni rispolverò il colore verde; una simile scelta venne replicata nell'annata 2017-2018, in maniera ancor più rétro, dal nuovo sponsor tecnico adidas che, attraverso un concorso online tra la tifoseria, propose una rielaborazione della maglia di cortesia juventina vista nel secondo dopoguerra, verde con fascia bianconera sul petto. In questa seconda metà del decennio, degna di nota anche la terza divisa dell'annata 2016-2017, a sua volta legata al passato per l'essere un completo bianco, tuttavia ammodernato con l'inserimento di striature zebrate sulle maniche, a rimandare alla mascotte societaria.

#### Evoluzione
| 1941-1942 | 1942-1943 | 1943-1945 | 1983-1984 | 1990-1991 | 1991-1992 | 1994-1995 | 1995-1996 | 1996-1997 | 1998-1999 |
| 1999-2000 | 2000-2001 | 2003-2004 | 2004-2005 | 2005-2006 | 2006-2007 | 2007-2008 | 2008-2009 | 2009-2010 | 2010-2011 |
| 2011-2012 | 2012-2013 | 2013-2014 | 2014-2015 | 2015-2016 | 2016-2017 | 2017-2018 | 2018-2019 | 2019-2020 | 2020-2021 |
| 2021-2022 | 2022-2023 | 2023-2024 | 2024-2025 |           |           |           |           |           |           |

### Divisa dei portieri

#### Storia
Per i portieri juventini la tradizione è rappresentata dal nero, tinta che dominò durante le epoche di Sentimenti IV, Giovanni Viola e Roberto Anzolin, e in seconda battuta dal grigio, colore reso iconico da Dino Zoff – anche con la nazionale italiana –; singolare quanto avvenne a metà degli anni 1980, quando l'unione tra questi due colori generò una divisa con busto grigio, e spalle e maniche nere. Fatto sta che, all'incirca per i primi ottant'anni di vita del club, l'unica concessione di rilievo fu rappresentata da un maglioncino bianco, spesso con doppi bordini neri a contrasto su scollo e maniche, che dapprima contrassegnò l'epopea di Gianpiero Combi nel periodo interbellico, e poi tornò brevemente in auge nel secondo dopoguerra grazie al succitato Viola, a Giuseppe Vavassori e Carlo Mattrel.
Tra la fine degli anni 1980 e l'inizio degli anni 1990, gli sponsor tecnici cominciarono a godere di maggiore libertà in fase di disegno delle divise degli estremi difensori bianconeri. Da notare come fin qui, la fornitura tecnica riservata ai portieri era un qualcosa di separato dal resto della squadra, con i primi che potevano quindi accordarsi con marchi differenti da quelli che vestivano i loro compagni di movimento; gli estremi difensori juventini erano comunque tenuti ad applicare i canonici sponsor ufficiali della squadra anche sulle proprie maglie. In questo periodo spiccarono alcune sgargianti casacche, approntate da Uhlsport per Stefano Tacconi, che in qualche maniera riflettevano l'animo istrionico dell'allora numero 1 della squadra: tra queste rimase nella memoria la maglia nera con numerosi inserti fiammeggianti verdi, che contraddistinse il double continentale della stagione 1989-1990. Nel biennio 1992-1994 anche Reusch, fornitore di Angelo Peruzzi nel frattempo divenuto titolare dei pali bianconeri, realizzò dei kit appariscenti e dalle fantasie molto complesse.
Si dovrà attendere l'annata 1994-1995 affinché anche le divise dei numeri 1 divenissero parte integrante della fornitura tecnica. I modelli creati da qui in avanti da Kappa, primo marchio a proporre una simile politica stilistica, tornarono più semplici nei colori e nel disegno, con template che s'ispiravano alla seconda divisa juventina dell'epoca: viene ricordata su tutte la maglia gialla con stelle blu sulle spalle, vestita da Peruzzi nella vittoriosa finale della UEFA Champions League 1995-1996. Tra il 1996 e il 1998 si assistette a un ultimo sussulto di fantasia, quando Peruzzi, il quale di norma preferiva le storiche e sobrie colorazioni nere o grigie, per ragioni di kit clash si ritrovò saltuariamente a vestire una variante a tinte inverse dell'allora terza divisa della squadra, ovvero una maglia giallonera contraddistinta da una particolare fantasia grafica, la stilizzazione del muso di una zebra che si stagliava lungo tutto il busto.
Già con la stagione 1998-1999 si ebbe un ritorno al passato, allorché vennero predilette le classiche casacche nere o grigie, rigorosamente a tinta unita; una prassi che trovò conferma anche nel successivo e breve interregno di Edwin van der Sar – da par suo, il primo portiere di origine non italiana nella storia bianconera –, tra il 1999 e il 2001.
Fantasie particolari vennero riproposte da Lotto nella stagione 2001-2002, con l'inizio della quasi ventennale epopea di Gianluigi Buffon a Torino, quando la divisa del portiere presentava vistose linee curve che s'incrociavano, e ancor più nell'annata 2002-2003, con un disegno che ricordava la silhouette del busto nudo di un uomo. Dall'arrivo di Nike, Buffon ha spesso adottato come "sue" prime divise anche le seconde mute della squadra bianconera, come l'uniforme rosa della stagione 2003-2004, l'azzurra dell'annata 2004-2005, la rossa con palo laterale biancoverde della stagione 2005-2006, e la nera vista in alcune partite del campionato cadetto 2006-2007.
Tra il 2010 e il 2012 si assistette a due collezioni ispirate ai colori della bandiera d'Italia: nella stagione 2010-2011 i portieri sabaudi indossavano una tenuta bianca con strisce zigzagate sulle maniche, rispettivamente colorate di rosso a sinistra, e di verde a destra, mentre la maglia dell'annata 2011-2012, completamente nera, presentava inserti tricolori sui fianchi. Da qui in avanti, con il successivo avvicendamento tecnico del 2015 tra Nike e adidas, c'è un generale ritorno alla sobrietà per gli estremi difensori juventini, cui vengono riservate maglie solitamente monocromatiche e con pochi dettagli di stile, di norma, tono su tono.

#### Evoluzione
| 1909-1913 | 1913-1920 | 1920-1922 | 1922-1926 | 1926-1927 | 1927-1929 | 1929-1931               | 1931-1933               | 1933-1936 | 1936-1941 |
| 1941-1942 | 1942-1943 | 1944-1950 | 1950-1951 | 1951-1952 | 1952-1953 | 1953-1958 (1ª versione) | 1953-1958 (2ª versione) | 1958-1959 | 1959-1960 |
| 1960-1961 | 1961-1962 | 1962-1965 | 1965-1966 | 1966-1967 | 1967-1968 | 1968-1970               | 1970-1972               | 1972-1974 | 1974-1975 |
| 1975-1976 | 1976-1977 | 1977-1978 | 1978-1979 | 1979-1980 | 1980-1981 | 1981-1982               | 1982-1983               | 1983-1984 | 1984-1985 |
| 1985-1986 | 1986-1987 | 1987-1989 | 1989-1990 | 1990-1991 | 1991-1992 | 1992-1993               | 1993-1994               | 1994-1995 | 1995-1996 |
| 1996-1997 | 1997-1998 | 1998-1999 | 1999-2000 | 2000-2001 | 2001-2002 | 2002-2003               | 2003-2004               | 2004-2005 | 2005-2006 |
| 2006-2007 | 2007-2008 | 2008-2009 | 2009-2010 | 2010-2011 | 2011-2012 | 2012-2013               | 2013-2014               | 2014-2015 | 2015-2016 |
| 2016-2017 | 2017-2018 | 2018-2019 | 2019-2020 | 2020-2021 | 2021-2022 | 2022-2023               | 2023-2024               | 2024-2025 | 2025-2026 |

### Divise celebrative
Nel corso della sua storia la Juventus è sporadicamente scesa in campo indossando delle speciali divise, non legate alle forniture stagionali bensì create ad hoc per particolari sfide o ricorrenze.
Le più note rimangono le casacche approntate in coincidenza con l'anniversario del club, che convenzionalmente viene fatto cadere il 1º novembre: per il novantenario e per il centenario, Kappa fornì delle uniformi che, pur mantenendo i marchi pubblicitari del tempo, riproponevano l'originario abbinamento rosanero della squadra; la versione del 1987 – quando per la prima volta venne rispolverata la storica casacca juventina degli albori –, utilizzata il 1º novembre per la sfida interna di campionato contro l'Avellino, si caratterizzava per un grande colletto bianco, mentre quella del 1997, sfoggiata il 3 agosto per un'amichevole a Cesena con gli inglesi del Newcastle Utd, vantava un profondo scollo nero – che alla base integrava il logo Juvecentus – e piping dello stesso colore che percorrevano longitudinalmente braccia e fianchi.
Per il centoventenario del 2017, al contrario adidas propose una speciale divisa bianconera, ispirata agli anni 1950 del club: indossata il 5 novembre in occasione della sfida casalinga di Serie A contro il Benevento, questa vedeva i vari jersey sponsor ridimensionati e virati tono su tono nonché l'assenza dei cognomi sulla schiena, mentre sul petto trovava posto un altro dettaglio del passato juventino come la «scatolina»; nella circostanza venne approntato anche un completo vintage verde pino per i portieri.
| 90 anni | 100 anni | 120 anni | Portiere 120 anni |

### Divise speciali

Del Piero in azione nel precampionato 1996-1997 al Trofeo Luigi Berlusconi con la speciale divisa blu «dei 4 Trofei».

Nel corso della storia juventina si segnalano inoltre altre divise, utilizzate fugacemente in occasioni speciali. Solo quattro rimangono quelle sfoggiate in gare ufficiali: quella celeste con bordini bianconeri fornita da Kappa il 20 aprile 1983, in occasione della semifinale di ritorno della Coppa dei Campioni sul campo dei polacchi del Widzew Łódź, de facto una variante del completo di cortesia blu stabilmente sfoggiato dal club tra gli anni 1970 e i primi anni 1980; la bianconera in stile «urban», frutto della collaborazione tra adidas e il marchio londinese Palace, indossata il 30 ottobre 2019 nella gara interna di campionato contro il Genoa; la rosa che rielabora la seconda maglia della stagione 2015-2016 secondo un'estetica «hand-painted», frutto della collaborazione tra il succitato brand tedesco e il marchio Humanrace del cantautore Pharrell Williams, indossata il 25 ottobre 2020 nella gara interna di campionato contro il Verona; la speciale divisa adidas ispirata ai lavori dello street artist Eduardo Kobra, indossata il 16 aprile 2022 nell'incontro interno di campionato contro il Bologna.

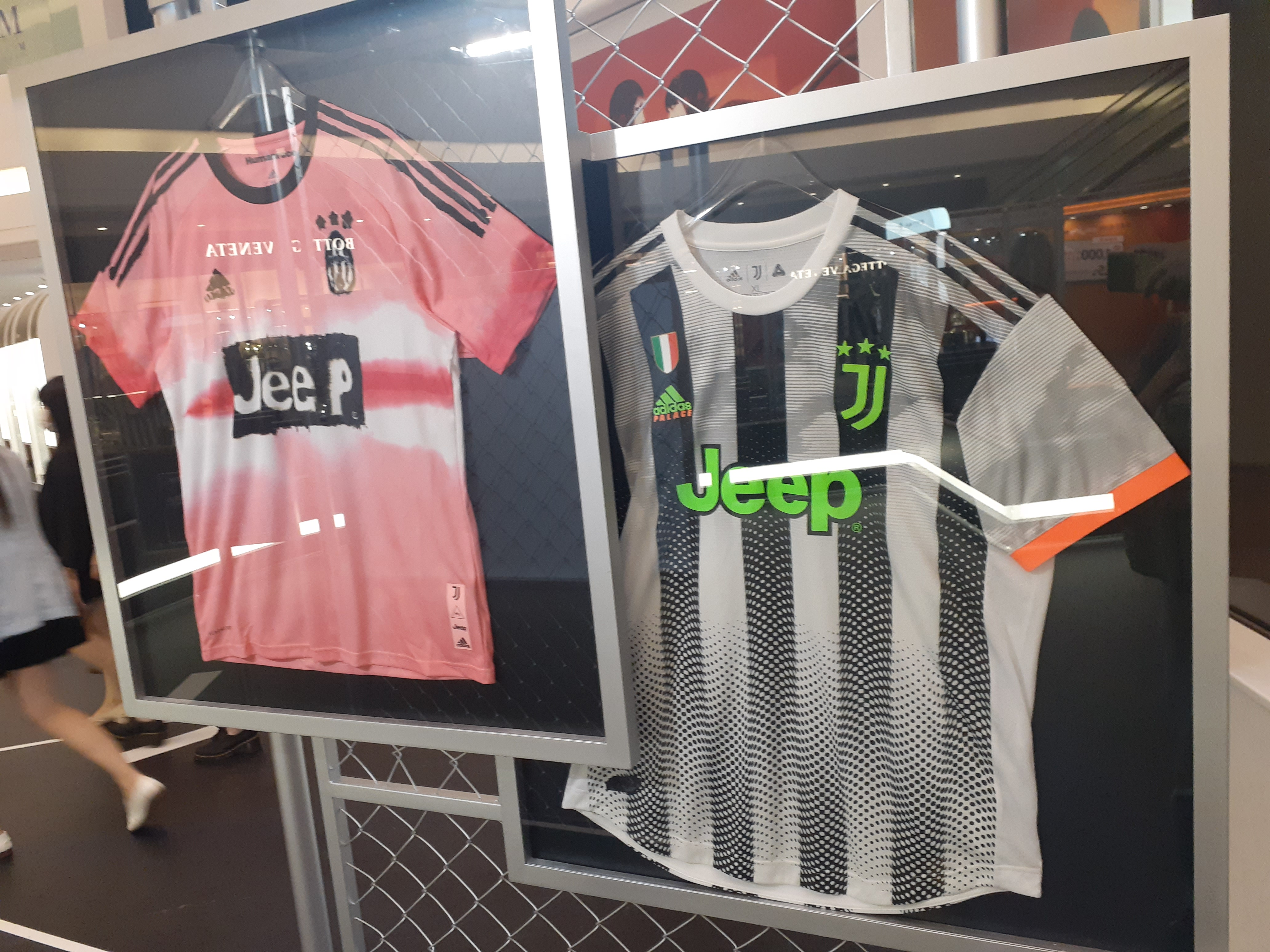
Da destra: le speciali quarte divise sfoggiate una tantum, rispettivamente, nelle stagioni 2019-2020 e 2020-2021.

Altro esempio di rilievo fu la maglia verde fornita da Kappa alla squadra Primavera juventina e sfoggiata nelle trasferte a cavallo tra gli anni 1970 e 1980.
Per quanto concerne l'ambito non ufficiale, il 20 agosto 1986 ancora Kappa approntò un kit nero con dettagli bianchi per un'amichevole precampionato a Roma contro la Lazio. Sempre il marchio torinese realizzò nell'estate 1996 una casacca blu con dettagli gialli, basata sulla seconda divisa vittoriosa nella stagione precedente in finale di Champions League, ma con le due grandi stelle sulle spalle sostituite da bande logate, replicate anche sui pantaloncini: questa maglia è colloquialmente nota come «dei 4 Trofei» in quanto specificamente utilizzata dalla Juventus per un poker di amichevoli contro blasonate rivali.
Nel precampionato 2007 Nike approntò una speciale summer shirt, completamente bianca eccezion fatta per dei piping neri, con cui la squadra affrontò tutti gli impegni amichevoli precedenti il via ufficiale della stagione 2007-2008. Infine per l'amichevole contro l'Al-Hilal del 5 gennaio 2012 a Dubai, partita d'addio del portiere saudita Mohamed Al-Deayea, viene sfoggiata una variante della prima divisa stagionale, con numerazione nera su pannello bianco.
| Trasferta Primavera anni 1970-80 | Aprile 1983 | Agosto 1986 | Estate 1996 («4 Trofei») | Estate 2007 | Quarta divisa 2019-2020 |  | Quarta divisa 2020-2021 | Quarta divisa 2021-2022 |

## Sponsor tecnici

Da sinistra: Maurizio Vitale della Robe di Kappa e il presidente juventino Boniperti ufficializzano nel dicembre 1978 la prima maglia bianconera realizzata da uno sponsor tecnico.

Il primo e più duraturo sponsor tecnico della Juventus è stato Kappa, azienda torinese che ha fornito le divise bianconere dalla stagione 1978-1979 a quella 1999-2000, per un legame che ha fatto la storia del calcio protraendosi ininterrottamente per ben 22 anni. L'altra, longeva partnership tecnica juventina è stata quella con Nike, stabilitasi per 12 anni consecutivi tra le stagioni 2003-2004 e 2014-2015. Subito dietro si attestano i legami con adidas, in essere dalla stagione 2015-2016, e con Lotto nel triennio 2000-2003; in quest'ultimo caso, nella stagione 2000-2001 il club affiancò al marchio trevigiano il cosponsor CiaoWeb, portale web che de facto assurse a sponsor tecnico dell'annata.
- 1978-2000 Kappa
- 2000-2001 CiaoWeb / Lotto
- 2001-2003 Lotto
- 2003-2015 Nike
- 2015- adidas

## Simboli ufficiali
(Juventus. 110 anni a opera d'arte, 2007)

### Stemma
Il tradizionale stemma della Juventus ha avuto solo delle modeste variazioni dall'inizio del XX secolo e per i successivi cent'anni, «in quanto esso deve essere un punto di riferimento fisso e costante». Alcuni dei suoi elementi sono rimasti pressoché immutati dal principio, quali lo scudo ovale riempito da pali bianchi e neri, con il nome del club impresso nella parte superiore, e il vincolo con la sua città d'origine attraverso la rappresentazione dello scudo comunale.
Il primo stemma societario, risalente al 1905, era bicromo e includeva attorno a sé gli svolazzi in colore bianco ispirati allo scudo di Torino vigente a metà del XIX secolo, incoronato con un cinto bianco in cui era iscritto l'allora motto societario basato su una frase del I secolo in latino Non coronabitur nisi legitime certaverit, "Non riceve la corona se non chi ha combattuto secondo le regole", attribuita al teologo cristiano Paolo di Tarso. Nel 1921, tali ornamenti furono rimpiazzati dalla denominazione FOOT-BALL CLUB per sottolineare la propria attività primaria; ulteriormente, venne aggiunta nella porzione superiore la frase FONDATA NEL 1897, spostando in quella inferiore la denominazione societaria, tutte e due a formare un arco.

Il primo stemma utilizzato dalla Juventus nel 1905: caratteristiche erano la bicromaticità e l'inclusione di ornamenti araldici.
Stemma utilizzato dal 1921 al 1929 con la variazione "blu De Pinedo", usato anche nel corso degli anni 1930.
Lo stemma utilizzato dal 1929 al 1931 fu il primo a includere la zebra rampante, ispirata dall'icona disegnata dal vignettista Carlin nel 1928, e poi divenuta simbolo societario.

Nel 1921 lo sfondo, in cui era riportato il nome del club in oro, mutò il suo colore dal bianco originario a una sorta di blu elettrico ispirato alla tonalità del cielo vista dall'aviatore ed eroe di guerra italiano Francesco De Pinedo. L'altro elemento principale dello scudo juventino era un toro furioso dorato, simbolo del Comune di Torino, inserito all'interno di una struttura esagonale blu a cui fu successivamente aggiunta una corona murale. Nel 1929 venne introdotto uno stemma bicromatico composto da uno scudo ovale riempito da nove strisce bianconere, inglobante il nome del club su fondo nero contornato da una linea color bianco; nella metà inferiore dello stemma campeggiava una zebra in posizione rampante rivolta verso l'Ovest, ispirata in un'icona disegnata originalmente per la Juventus dal vignettista Carlin nel 1928, che la propose «per antica nobiltà» e la presentò inserita all'interno di un scudo francese antico nero sulla rivista Guerin Sportivo sul finire di quell'anno. Due anni dopo lo stemma juventino ritornò al modello usato nel 1921, pur subendo alcune modifiche: il toro furioso, mutuato dallo stemma cittadino, fu reintrodotto – colorato in oro – al posto della zebra e, come la corona murale, aveva una dimensione considerevolmente maggiore in confronto al disegno originario, mentre il nome del club fu scritto con caratteri marcatamente squadrati; tornò il blu De Pinedo a fare da sfondo per il toro e la dicitura societaria.
Dal 1940 al 1971 i colori impiegati nello stemma juventino furono prettamente il bianco e nero, con una fugace apparizione del grigio: gli sfondi nei campi dello scudo e della scritta JUVENTUS diventarono anch'essi bianchi, mentre la corona murale e il toro furioso della città sabauda acquisirono, rispettivamente, toni neri e grigi.
In quell'anno lo stemma subì un primo e importante restyling, con i campi per lo scudo cittadino e la scritta che tornarono al colore blu, mentre lo scudo ovale, ora dai tratti più tondeggianti rispetto al passato, venne ulteriormente bordato d'oro; venne inoltre inclusa all'interno dello stemma il riconoscimento sportivo della stella, che rimase tale sino alla stagione 1981-1982 quando ne venne affiancata una seconda, dopo la vittoria del ventesimo titolo nazionale da parte del club. Nella stagione 1987-1988, in coincidenza con il novantenario del club, allo stemma venne temporaneamente aggiunta una corona ornamentale verde.

Stemma utilizzato dal 1931 al 1940.
Stemma utilizzato dal 1940 al 1971: subirà in seguito una variante cromatica passando dalla scala di grigi al bianco e nero.
Stemma utilizzato dal 1971 al 1990; il club vi affiancherà dal 1979 il secondary logo della zebra rampante.

Nel 1990 lo stemma fu nuovamente modificato: gli elementi interni vennero ridimensionati, le due stelle si spostarono fuori dall'ovale, in alto, e lo sfondo del nome del club ritornò bianco con caratteri neri, mentre quello dello stemma con il toro, ora nero, virò verso l'oro. Nel 1997, in occasione del centenario del club, allo stemma societario venne inoltre affiancato un logo specifico per l'anniversario, Juvecentus, consistente in un tratto grafico giallo che stilizzava il numero 100, inglobante a sua volta la denominazione dell'evento in un rettangolo bianconero, il tutto su fondo blu.
Tra il 2002 e il 2004, inoltre, venne introdotto un secondary logo specifico per il sito web del club, che rielaborava i canoni dello stemma attraverso un flat design incentrato sull'indirizzo «juventus.com».
L'ultima versione dello stemma storico, realizzata dall'agenzia statunitense Interbrand e introdotta a Lisbona nell'ambito del campionato d'Europa 2004, rappresenta un profondo redesign del precedente. All'interno dello scudo si possono osservare i seguenti elementi: nella parte superiore il nome della società impresso in un'area bianca convessa, al di sopra di una curva color oro, la quale simboleggia l'onore; nella parte inferiore è ravvisabile la forma di un toro furioso, simbolo del Comune di Torino, sormontato da una corona turrita; le stelle sono state definitivamente rimosse, in quanto considerate un riconoscimento sportivo – quindi, variabile nel tempo – e non un elemento d'identità del club:
(Museo del marchio italiano, 2014)

Stemma utilizzato dal 1990 al 2004.
Il logo Juvecentus utilizzato nel 1997 per le celebrazioni dei 100 anni del club.
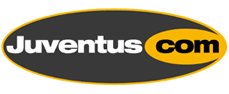
Il secondary logo riservato al sito web, utilizzato dal 2002 al 2004.
Stemma utilizzato dal 2004 al 2017.

Il 16 gennaio 2017, durante la settimana della moda di Milano, al Museo nazionale della scienza e della tecnologia Leonardo da Vinci è stato presentato un nuovo stemma societario, di fatto un vero e proprio logo, poi implementato dal club torinese a partire dalla stagione 2017-2018. Questo porta avanti una rinnovata identità societaria «che vuole superare gli schemi tipici della tradizione calcistica ed esprime[re] il coraggio della discontinuità» Realizzato ancora una volta da Interbrand, presenta uno stile minimalista e avveneristico – l'astrazione grafica lo rende replicabile su qualsiasi sfondo, caratteristica che lo distingue dai modelli tradizionalmente usati dalle società calcistiche europee (più simili a uno scudo, retaggio dell'araldica civica) – coniugando diversi elementi iconografici usati dal club in passato: è composto da un pittogramma, denominato Icon, che riproduce una lettera «J» maiuscola stilizzata – inserita negli anni 1940 sulle maglie di gioco e ormai divenuto un marchio commerciale bianconero –, divisa in tre righe verticali e ispirata da una frase dell'Avvocato Gianni Agnelli sul proprio rapporto con la Juventus; queste s'incurvano fino a tratteggiare e proiettare i bordi di uno scudo francese antico, rimandando così allo scudetto e, implicitamente, alla vittoria come principale obiettivo societario – motivo per cui è anche definita un'immagine gestaltica. Sopra tale monogramma è inserito orizzontalmente il wordmark JUVENTUS scritto con un carattere creato appositamente per il club, denominato Juventus Fans, composto da cinque stili tipografici diversi che invocano insieme le proprie tradizioni industriali e quelle delle origini, in bianco su campo nero:
(Interbrand, 2017)

Logo utilizzato dal 2017 al 2020.
Il wordmark JUVENTUS in uso dal 2017.
Il wordmark JUVENTUS nella variante «stretched» del carattere Juventus Fans.
Il logo #JUVE120 utilizzato nel 2017 per le celebrazioni del 120º anniversario del club.

La rinnovata identità visiva della Juventus è stata premiata nel 2017 alla 55ª edizione dei D&AD Professional Awards di Londra, evento internazionale specializzato in disegno e direzione artistica: il logo del club ha ricevuto il Graphite Pencil della categoria Branding Schemes, Large Organisation, mentre il carattere Juventus Fans ha ottenuto il Wood Pencil della categoria Crafts for Design, Typefaces. Nello stesso anno, in occasione del 120º anniversario del club, allo stemma è stato inoltre affiancato un logo specifico per le celebrazioni, #JUVE120, consistente in un tratto grafico atto a stilizzare, attraverso la fusione tra lo Juventus Fans e le strisce bianconere, il numero 120. Infine, otto mesi più tardi, il redesign della identità di marca juventina è stato nominato nella classifica The Best and Worst Identities of 2017 stilata dalla rivista specializzata statunitense Brand New, inserito al primo posto nella categoria The Most Notable, Reviewed & Noted e al sesto posto nella categoria The Best Reviewed.
Nell'ambito di un graduale processo d'internazionalizzazione del club, tale logo viene ristilizzato nella stagione 2020-2021 con la soppressione del wordmark e il mantenimento del solo pittogramma, elevato a unico simbolo dell'immaginario juventino.
Contemporaneamente, sono nati alcuni secondary logo riservati a sezioni specifiche del club, come il settore giovanile o la prima squadra femminile, in cui la summenzionata «J» è affiancata alle denominazioni commerciali JUVENTUS YOUTH e JUVENTUS WOMEN rispettivamente. Caso particolare è rappresentato dalla seconda squadra maschile il cui logo secondario, introdotto col renaming della stagione 2022-2023, presenta il solo wordmark JUVENTUS, riportato nel carattere societario, affiancato da quello NEXT GEN che al contrario attinge a una font personale; ulteriormente, e per la prima volta nella storia dell'iconografia juventina, questo logo non è basato sui tradizionali colori sociali bianconeri ma introduce la novità assoluta dell'arancione.

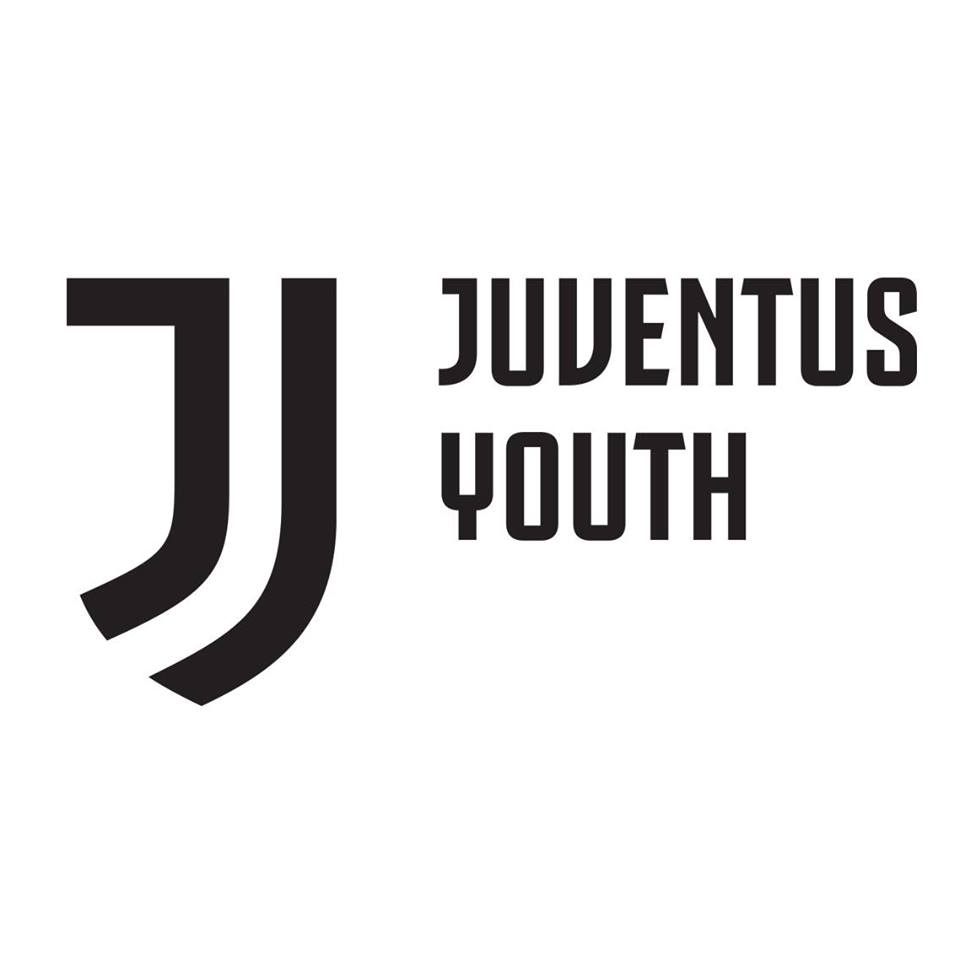
Il secondary logo riservato al settore giovanile, in uso dal 2017.
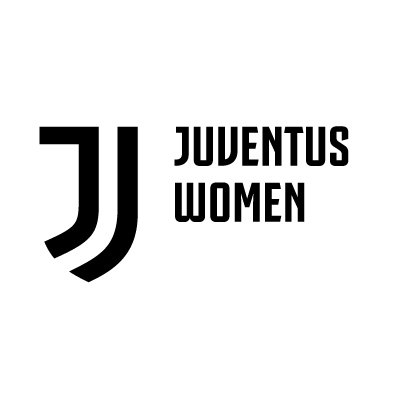
Il secondary logo riservato alla prima squadra femminile, in uso dalla stagione 2017-2018.
Logo in uso dalla stagione 2020-2021.
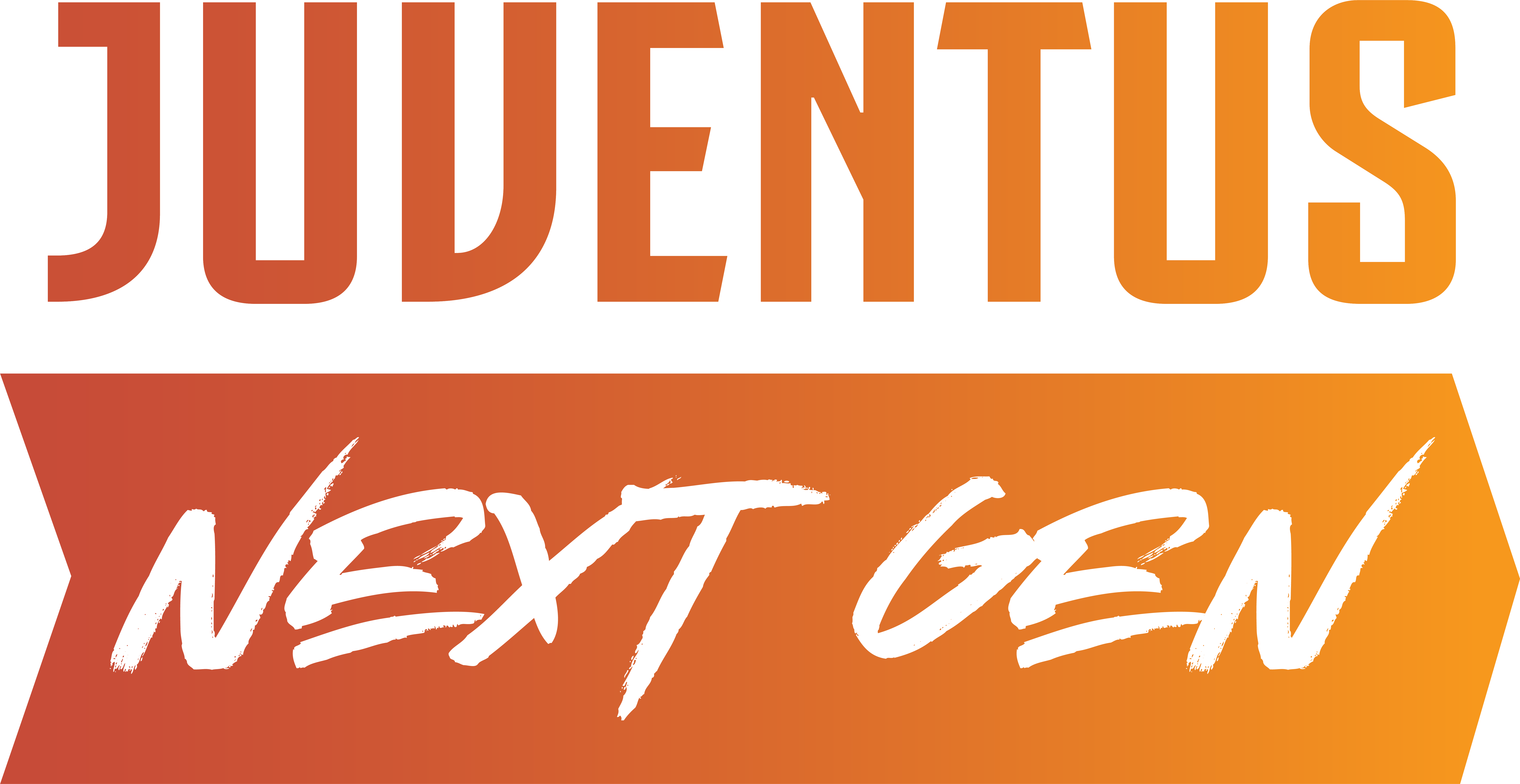
Il secondary logo riservato alla seconda squadra maschile, in uso dalla stagione 2022-2023.

### Iconografia
Ispirata all'icona disegnata da Carlin nel 1928, con la fine degli anni 1970 il club introdusse come secondary logo la silhouette nera con righe diagonali bianche e nere della succitata zebra rampante: disegnata secondo uno stile affine all'op art, questa era abbinata, fino alla stagione 1981-1982, da una stella a rappresentare la vittoria di dieci campionati italiani. Sopra tale stemma fu aggiunto ulteriormente il wordmark e l'abbreviazione della ragione sociale Football Club, scritti in nero su campo bianco – JUVENTUS F.C. – a formare un arco; dopo l'assegnazione del ventesimo titolo nazionale al club piemontese e, di conseguenza, della seconda stella, entrambi i simboli furono affiancati sui lati del nome.
Infine, durante la prima metà degli anni 1990 il nome e le sigle della denominazione Football Club vennero inserite nella regione inferiore dello stemma, e le stelle in quella superiore.
Nel 2013 la zebra rampante della Juventus fu eletta dalla rivista specializzata in design e identità di marca Brand Identikit Magazine come il primo simbolo calcistico societario al mondo per emblematicità simbolica, per la sua qualità nel disegno, il livello di incisività e l'emotività differenziante:
(Brand Identikit Magazine, 2013)

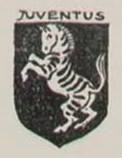
Rappresentazione grafica della Juventus sulle pagine del mensile Guerin Sportivo (1928).
Silhouette della zebra rampante usata da fine anni 1970 ai primi anni 1990.
Variante della silhouette della zebra rampante, utilizzata all'inizio degli anni 1980.
Variante della silhouette della zebra rampante, utilizzata nel 1986.

### Inni
La Juventus ha avuto, complessivamente, cinque inni societari nel corso della sua storia, due dei quali sono stati pubblicati nel libro-LP Juventus primo amore. Storia sportiva e romantica della Juventus (1972), a cura del giornalista Sandro Ciotti con la collaborazione dei suoi colleghi Enrico Ameri e Bruno Mobrici. Il primo è stato scritto dal poeta e letterato Corrado Corradino nel 1915, sulla melodia del canto pattriotico svizzero Roulez Tambours di Henri-Frédéric Amiel, e risuonava in tutte le partite della squadra allo stadio Comunale dal 1963 al 1972:
(Corrado Corradino, dal primo inno del Foot-Ball Club Juventus, 1915)
In tale anno, la casa discografica Durium ha inoltre pubblicato, su 45 giri, il secondo inno del club intitolato Juve, Juve. Sul supporto fonografico risulta composto da Lubiak per il testo, da Renzo Cochis per la musica e cantato dagli Undici Bianconeri; in realtà il pezzo vede l'ulteriore compartecipazione di Paolo Mario Limiti e Maurizio Seymandi per il testo e di Piero Cassano per la musica.
Nel 1991 Edizioni musicali Eraora ha pubblicato Semper Juventus (Sempre Juventus in lingua italiana), scritto e musicato dal professor Natalio Capranico, che l'inserì nell'album Antologia Musicale e che è stato l'inno ufficiale del club fino alla stagione 1997-98, quando è stato sostituito da Grande Juve, bella signora, come parte di un progetto pubblicato dalla casa discografica italiana Fonit Cetra.
Quattordici anni più tardi, dopo un concorso indetto dalla società nel corso dell'anno precedente tra i suoi tifosi, l'inno del club bianconero è Juve (storia di un grande amore), scritto da Alessandra Torre e Claudio Guidetti e poi riarrangiato nel 2007 dal cantante e musicista Paolo Belli. Scelto il 29 maggio 2005, nel corso dell'ultima sfida di campionato contro il Cagliari e in collegamento con il programma televisivo Quelli che il calcio, dalla stagione 2007-08 l'inno risuona ogni volta che la squadra bianconera disputa una partita casalinga:
(Paolo Belli, Juve (storia di un grande amore), 2007)

### Mascotte

Una grande zebra di cartapesta realizzata a Torino per i festeggiamenti del ventesimo scudetto bianconero, il 16 maggio 1982.

A partire dagli anni 1980, in coincidenza con l'apertura del calcio italiano a pratiche quali marketing e, in particolar modo, merchandising, la Juventus iniziò ad affiancare ai suoi tradizionali simboli societari anche delle mascotte, indirizzate soprattutto ai tifosi bianconeri di giovane età. Intorno al 1985 fece il suo debutto la prima mascotte ufficiale del club, il cagnolino Giampi: questi era un bobtail con ciuffo bianconero, divisa juventina e fascia tricolore; di fatto una semplice «operazione-simpatia» che, nel nome, riprendeva quello della bandiera nonché, al tempo, presidente del club Giampiero Boniperti.
Giampi venne utilizzato dalla Juventus per il successivo decennio quando, all'inizio della stagione 1995-1996, in coincidenza con un rinnovamento nell'immagine della società torinese, lasciò il posto ad Alex: una mascotte che, già dal nome, tradiva il legame con l'allora numero dieci della squadra, Alessandro Del Piero, di cui andava a rappresentare, né più né meno, una versione caricaturale: in versione cartacea, Alex fu protagonista di alcune strisce a fumetti pubblicate all'interno dell'house organ del club, Hurrà Juventus, e nelle allegate pubblicazioni Forza Juve e Play Juve destinate ai fan più acerbi; come pupazzo trovò invece posto a bordocampo allo stadio delle Alpi in occasione delle partite casalinghe della Juventus. Nell'ottobre 1999 fu poi la volta di Zig Zag, una zebra che, nel nome, voleva essere «quasi un invito ai giocatori bianconeri a slalomeggiare nelle difese e segnare i gol decisivi per conquistare i tre punti della vittoria».
In mezzo a queste, nel 1996, in vista delle celebrazioni per il centenario del club, Juvecentus, venne appositamente creata Bun Bun, una stella vestita in maglia bianconera e antropomorfizzata a mo' di calciatore, atta ad accompagnare tutte le manifestazioni inerenti al primo secolo juventino.

Una zebra utilizzata come logo sui capi di rappresentanza della squadra nella stagione 1996-1997.

Dopo alcuni anni in cui la Juventus rimase priva di una mascotte ufficiale, il 10 settembre 2015 venne presentata Jay, una zebra dai tratti e comportamenti antropomorfi, destinata a contrassegnare tutte le iniziative del club rivolte ai giovani fan bianconeri. Da segnalare inoltre come, in vista dei XX Giochi olimpici invernali che la città di Torino avrebbe ospitato nel 2006, nel precedente biennio 2004-2005 la Juventus e i concittadini del Torino "adottarono" Neve e Gliz, le due mascotte dell'evento a cinque cerchi, le quali animarono il pre-partita e l'intervallo delle sfide interne delle due squadre nonché offerte come gadget dai capitani agli avversari.

### Stile Juventus
(Dino Zoff, 2015)

Visita della Juventus agli stabilimenti di Fiat Mirafiori (1964); il modello gestionale del club, portato avanti dagli Agnelli fin dai primi anni 1920, influì notevolmente sullo sviluppo del calcio italiano e, di riflesso, sulla sinergia tra i bianconeri e la FIAT.

Lo Stile Juventus nacque in coincidenza con l'arrivo della famiglia Agnelli alla guida del club, ed è riconosciuto come uno degli elementi che più contraddistinguono l'identità del club piemontese; a volte indicato anche come «Spirito Juventus», è una peculiare forma di gestione sportiva applicata all'interno della società, inerente all'amministrazione aziendale nonché alla cultura organizzativa, al fine di ottenere con maggior efficienza il successo. Spesso definito nell'endiatri nota come «tre S» – ovvero «Semplicità, Serietà, Sobrietà» –, ebbe un ruolo decisivo nella svolta verso il professionismo e nell'ulteriore affermazione popolare del calcio in Italia, influendo, direttamente o indirettamente, anche nelle decisioni dirigenziali di altri club a partire dal secondo dopoguerra (come il Torino alla fine degli anni 1930, l'Inter sul finire degli anni 1950 e il Milan nella seconda metà degli anni 1980), ed emergendo quale modello organizzativo di riferimento per lo sport nella Penisola.
Alcuni analisi nell'ambito delle scienze sociali conclusero che il termine, adottato dai mezzi di comunicazione di massa attorno agli anni 1930 (nonostante l'origine risalga già al 1914) e attribuito all'avvocato torinese Edoardo Agnelli, descrive un duraturo modello di gestione sportiva-aziendale caratterizzato da una elevata capacità d'adattamento alla congiuntura nazionale e dalla continuità nel tempo dell'azionista di riferimento – iniziata nel 1923 e ininterrotta dal 1947 – e, di conseguenza, la sinergia tra la società sportiva e la FIAT (pur non essendo mai stata gestita direttamente da essa), la pianificazione strategica e l'insieme di politiche amministrative introdotte con successo all'interno del club; altre caratteristiche sono i principi e valori che esso persegue quali «correttezza, professionalità, capacità di innovazione continua e capacità di perseguire e conseguire il risultato con tutte le proprie forze».
Tuttavia l'espressione può indicare anche un ethos sportivo riferito all'insieme di comportamenti, atteggiamenti e valori che fanno capo «all'eleganza, alla parsimonia, alla misura, alla disciplina e alla concretezza» – apprezzati dalla piccola borghesia torinese e che lo contraddistinguono agli occhi della popolazione media italiana – espresso da varie personalità di rilievo legate alla Juventus quali giocatori, allenatori, dirigenti e presidenti; l'espressione ha anche qualche nesso con altri concetti inerenti al club quali «orgoglio gobbo» – inteso come sinonimo di un comportamento «deciso, voglioso, grintoso e determinato su tutti i fronti» –, «emozione Juventus» e, più complessivamente, «juventinità», ovvero il senso d'orgoglio mostrato nel sostenere la squadra; oltre a far riferimento, per esteso, a qualsiasi aspetto della propria cultura sportiva, degli usi e dei costumi delle diverse personalità legate alla società nonché alle caratteristiche dell'organizzazione interna e, inoltre – in virtù delle origini sia del club sia della stessa dinastia Agnelli –, correlato intrinsecamente allo «stile sabaudo» strettamente affine alla cultura piemontese.

## Motti
Nel corso della sua storia, la Juventus ha adottato diversi motti e slogan rappresentativi della propria identità sportiva, culturale e comunicativa.
Il motto ufficiale della società è «Fino alla fine», traduzione della celebre locuzione latina usque ad finem. Si tratta di una semplificazione del grido di guerra «Fino alla fine forza Juventus!», intonato dai gruppi organizzati del tifo bianconero fin dagli anni 60 del XX secolo. Esso «è la miglior sintesi di quello che significa far parte della Juventus».
Un altro slogan ricorrente è «Vincere non è importante, è l’unica cosa che conta», frase storicamente attribuita a Giampiero Boniperti, bandiera della Juventus prima come calciatore e poi come dirigente. Pur non essendo uno slogan ufficiale del club, è considerato emblema del DNA juventino e viene frequentemente richiamato nei media e dal tifo organizzato.
Nel 2017 la Juventus ha lanciato la campagna di rebranding «Live Ahead» (traducibile come «guardare avanti»), accompagnata dal nuovo logo minimalista. Questo slogan rappresenta l'intento del club di proiettarsi oltre i confini del calcio tradizionale, abbracciando una visione più ampia, moderna e globale del proprio brand.

## Soprannomi

Lo slogan «Forza göba» sopra uno striscione della tifoseria bianconera allo stadio Comunale, nella sfida del 9 dicembre 1979 contro la Roma.

La Juventus ha come principale soprannome quello di Signora o, in lingua piemontese, Madama (/maˈdama/), appellativo che, secondo il giornalista Mario Pennacchia, ebbe la sua origine dalla semplificazione del giudizio «Oggi si è vista una signora Juventus» espresso dopo una vittoria per sei reti a zero contro il Parma nella giornata inaugurale del campionato di Prima Divisione 1925-1926. Inizialmente usato da diversi componenti all'interno del club quali giocatori e dirigenti, esso si è esteso su scala nazionale dopo la vittoria della finalissima per il titolo contro l'Alba Roma, venendo da allora definitivamente adottato dal tifo sportivo per riferirsi alla Juventus. A livello internazionale è conosciuta come la Vecchia Signora o più semplicemente La Vecchia, in antifrasi spontaneo con il nome del club. L'origine di quest'ultimo aggettivo è attribuito al giornalista Gianni Brera, che l'avrebbe coniato nel 1956 ispirandosi al dramma La visita della vecchia signora di Friedrich Dürrenmatt, rappresentato per la prima volta assoluta in Svizzera nel gennaio di quell'anno; nonostante ciò, è dimostrato come l'appellativo era già in uso presso la stampa sportiva dall'inizio del decennio per sottolineare la tradizione di trionfi del club torinese.
Altri soprannomi che sarebbero legati al club sono La squadra d'Italia in ragione dell'amplia diffusione dei propri sostenitori oltreconfine e La fidanzata d'Italia, nato principalmente dalla stagione 1932-1933 a seguito della notevole crescita del numero di tifosi juventini durante i contemporanei successi del Quinquennio d'oro, dal profondo legame che proprio in quel periodo si instaurò tra il club e la rappresentativa nazionale – cosa che portò il tifo sportivo a identificarle quasi come un'unica entità – oltreché per l'universalità innata del nome societario.
Sia i tifosi che i componenti della squadra vantano anche altri soprannomi quali I Bianco-neri – inizialmente scritto col trattino –, per antonomasia dato che gli storici colori legati alla divisa casalinga sono il bianco e il nero – e seguendo la tradizione anglosassone e britannica di appellare i club sportivi secondo le tinte societarie –, e Le Zebre o Zebrati, per via della mascotte societaria e delle strisce che storicamente contraddistingono la maglia juventina.

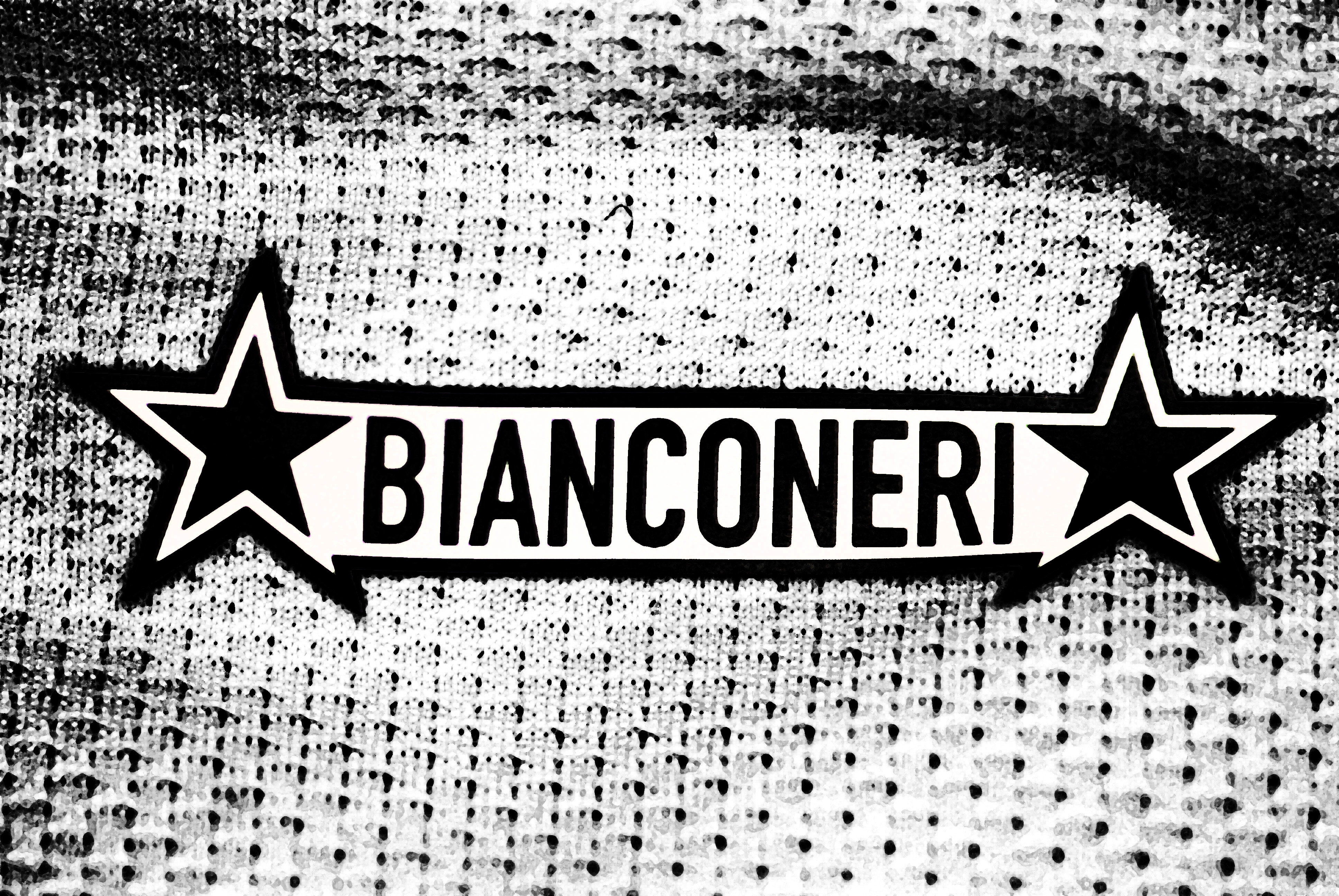
Il soprannome Bianconeri racchiuso tra le (allora) due stelle e stampato all'interno delle maglie juventine della stagione 2008-2009.

Un altro nomignolo, che avrebbe origine almeno dagli anni 1920, è quello di Gobbi sicché la squadra è occasionalmente appellata anche come La Gobba (dal piemontese gheuba, /ˈɡøba/, in seguito italianizzato in goeba o göba). Caso particolare, questo ha preso col tempo una doppia valenza: se inizialmente veniva declinato principalmente in maniera spregiativa verso i giocatori e tifosi della Juventus, da parte dei sostenitori delle squadre rivali, col passare degli anni è stato invece fatto proprio dagli stessi supporter bianconeri, e da allora fieramente ostentato – l'«orgoglio gobbo» – come sinonimo di un comportamento «deciso, voglioso, grintoso e determinato su tutti i fronti».
L'origine più accreditata di questo termine risale tuttavia alla stagione 1957-1958, quando l'undici piemontese indossava una casacca dall'ampia foggia, più simile a una camicia, a differenza delle maglie aderenti usate dalle altre formazioni del tempo: quando i giocatori juventini correvano sul campo, la casacca, che sul petto aveva un'apertura con lacci, in stile inglese, generava un rigonfiamento sulla schiena (una sorta di "effetto paracadute") dando l'impressione che questi avessero, per l'appunto, la gobba. Soprattutto negli anni 1970 la curva Maratona, la sezione più calda dei rivali storici del Torino, intonava spesso il coro «gheuba, gheuba» come sfottò rivolto ai tifosi juventini durante il derby della Mole, in quanto tale appellativo definiva una donna anziana spesso ingobbita nonché fortunata, essendo per ciò anche legato a quello più diffuso di Vecchia Signora.
Infine, altri soprannomi legati alla società bianconera sono [La] Signora Omicidi, anch'esso affibbiatole da Brera e che l'avrebbe inventato, ispirandosi all'omonimo film della metà degli anni 1950, alla vigilia di una trasferta contro la Lazio nel campionato di Serie A 1974-1975 e in uso da allora presso i mass media in ragione «delle sue vittorie ciniche e crudeli» in cui «tocca vertici di potenza»; oltreché La Sudista, per la predisposizione societaria a puntare, soprattutto negli anni 1970, su vari giocatori d'origine meridionale nonché, in senso più ampio, per il marcato sostegno di cui fin dagli anni 1930 gode, in controtendenza rispetto agli altri club del Settentrione, in tale regione.

## Influenza su altri club
Oltre a ispirare la fondazione di numerose società sportive, la Juventus e, più particolarmente l'iconografia assunta nel corso della propria storia, influì nella simbologia di circa trenta associazioni sportive professionistiche che hanno militato nella massima serie dei rispettivi campionati nazionali; ciò in virtù dei vari successi sul campo, della diffusione della tifoseria bianconera oltreché per iniziativa dei fondatori e/o dirigenti di tali società – principalmente emigrati italiani – in diversi Paesi quali l'Australia e il Brasile nel mutuarne la propria missione e visione o anche per facilitare l'unione tra le rispettive comunità in quanto la Juventus, a partire dall'universalità del nome, è ritenuta sia un elemento d'integrazione sociale che di connessione con il Paese d'origine.
| Squadra                              | Origine      | Attività      | Dettagli |
| ------------------------------------ | ------------ | ------------- | --- |
| Arezzo                               | Italia       | Calcio        | Il club assunse il nome «Juventus Foot-Ball Club Arezzo» in onore della squadra torinese su iniziativa dei fratelli Arpino, due tra i fondatori del club, dalla fondazione al 1930, anno in cui diventò l'Unione Sportiva Arezzo in seguito alla fusione con altre squadre locali. |
| Gruppo calcistico femminile milanese | Italia       | Calcio        | Prima associazione di calcio femminile a costituirsi in Italia (1932), prese dalla società torinese i colori sociali. |
| Juvecaserta                          | Italia       | Pallacanestro | Fondato nel 1951, il club prese il nome di «Sporting Club Juventus Caserta» in omaggio alla società calcistica torinese, il cui fu usato fino a 1998, anno in cui assunse il nome di «Juvecaserta». La società casertana scelse anche i colori sociali bianco e nero inerenti alla Juventus su iniziativa del fondatore Santino Piccolo. |
| Juventus-Firenze FBC                 | Italia       | Calcio        | Fondazione societaria e nome del club. |
| Juventus Roma                        | Italia       | Polisportiva  | Fondazione societaria, nome del club e colori sociali, utilizzati in seguito dal resto delle sezioni che costituiscono la polisportiva. |
| Massese                              | Italia       | Calcio        | Nome del club (1944-1954). Nell'estate 1944, durante la Resistenza partigiana contro il nazifascismo, la società decise di modificare il disegno del proprio stemma, i colori sociali e anche il disegno della prima e seconda divisa in seguito a una donazione di equipaggiamento sportivo fatta dall'allora presidente della Juventus Piero Dusio, con cui disputò il campionato della Toscana liberata. In segno di riconoscenza verso il club torinese, essi diventarono da allora i simboli ufficiali della Massese.                                                                                        |
| ADAP/Galo Maringá                    | Brasile      | Calcio        | Disegno dello stemma usato dalla squadra bianconera dal 2004 al 2017, colori sociali e disegno della prima divisa durante il proprio periodo d'attività (2006-2010); tali colori sociali furono usati in precedenza dal Galo Maringá Futebol Clube prima di fondersi con l'Associação Desportiva Atlética do Paraná (ADAP) nel 2006. |
| Botafogo                             | Brasile      | Polisportiva  | Cambio dei colori sociali e del disegno della prima divisa nel 1906, in seguito utilizzati dal resto delle sezioni che costituiscono la polisportiva. |
| SEF Juventus                         | Brasile      | Calcio        | Cambio del nome del club e dei colori sociali nel 1935. I colori bianco e nero divennero da allora i simboli ufficiali del club insieme al rosso, utilizzato dalle origini nel 1922, per simboleggiare l'unità tra le comunità polacca – che inizialmente rappresentava – e italiana a Curitiba. |
| Juventus-AC                          | Brasile      | Calcio        | Fondazione societaria e nome del club. |
| Juventus-RJ                          | Brasile      | Calcio        | Fondazione societaria, nome del club, colori sociali e disegno della prima divisa. |
| Juventus-SP                          | Brasile      | Polisportiva  | Il club adottò al momento della fondazione il nome «Juventus» in omaggio al club torinese, per poi riutilizzarlo a partire dal 1930. In quell’anno, lo Juventus paulista cambiò i propri colori sociali da bianconero ad amaranto in segno di riconoscenza alle origini toscane di alcuni dei fondatori e per prossimità cromatica con il granata caratteristico del Torino oltreché per simboleggiare, assieme al nome, la funzione del club di rappresentante della comunità italiana di San Paolo e, più particolarmente, del sobborgo di Mooca.                                                               |
| Adelaide City                        | Australia    | Calcio        | Fondato nel 1948 da immigrati italiani ad Adelaide; fortemente ispirato dal club italiano, l'Adelaide City prese il nome di «Juventus [Adelaide]» dal momento in cui venne fondato fino al 1997, anno in cui assunse la denominazione attuale in seguito a una delibera dell'Australian Football League (AFC) che vietò l'uso dei nomi di origine non anglosassone. Il club scelse anche i colori sociali, il disegno della prima divisa e la propria iconografia ispirandosi a quelli caratteristici della squadra torinese nel 1949.                                                                            |
| Brunswick Zebras                     | Australia    | Calcio        | Fondato nel 1948 da italiani emigrati a Melbourne; fortemente ispirato dal club italiano, il Brunswick Zebras prese il nome di «Juventus [Melbourne]» dal momento in cui venne istituito fino al 1993, anno in cui assunse la denominazione attuale nonché i colori sociali, il disegno della prima divisa e la propria iconografia da quelli caratteristici della squadra torinese, nel 1949. |
| Hobart Zebras                        | Australia    | Calcio        | Fondato nel 1956 da italiani emigrati in Tasmania; fortemente ispirato dal club italiano, il Hobart Zebras prese il nome di «[Hobart] Juventus» dal momento in cui venne fondato fino al 1997, anno in cui cambiò il proprio nome in seguito a una delibera dell'Australian Football League (AFC) che vietò l'uso dei nomi di origine non anglosassone, assumendo da allora il nome di «Zebras» (Zebre), ispirandosi all'iconografia della società torinese, che sarebbe adottata come propria assieme ai colori sociali e al disegno della prima divisa della riferita squadra.                                  |
| Launceston City                      | Australia    | Calcio        | Cambio del nome del club (1958-1997), dei colori sociali e del disegno della prima divisa nel 1958. |
| Moreland Zebras                      | Australia    | Calcio        | Fondazione societaria, nome del club fino al 1996, disegno dello stemma usato dalla società torinese sino al 2017, colori sociali, disegno della prima divisa e disegno iconografico. |
| Juventus de Santiago                 | Cile         | Calcio        | Nome del club, colori sociali e disegno della prima divisa. |
| Juventus de Esmeraldas               | Ecuador      | Calcio        | Fondazione societaria, colori sociali e disegno della prima divisa. |
| Deportivo Táchira                    | Venezuela    | Calcio        | Rifondazione della società Juventus di San Cristóbal, costituita nel 1970 su iniziativa del futuro fondatore e primo presidente del Deportivo Táchira, Gaetano Greco. Assunse il nome di «Juventus» ispirandosi a quello del club italiano prima del proprio debutto nel campionato di massima categoria del calcio venezualano nel 1974. Durante la sua prima stagione d'attività la squadra era prevalentemente composta da vecchi giocatori della citata compagine di San Cristóbal e indossò quale divisa casalinga una maglia blu Savoia ispirata a quella usata all'epoca dalla squadra nazionale italiana. |
| SV Juventus                          | Bonaire      | Calcio        | Nome del club, colori sociali e disegno della prima divisa. |
| Juventus SA                          | Guadalupa    | Calcio        | Fondazione societaria. |
| Juventus de Saint-Martin             | Saint-Martin | Calcio        | Fondazione societaria, nome del club, colori sociali e disegno della prima divisa. |
| Juventus Orange Walk                 | Belize       | Calcio        | Fondazione societaria, nome del club, colori sociali e disegno della prima divisa. |
| Juventus des Cayes                   | Haiti        | Calcio        | Fondazione societaria e nome del club. La squadra indossa anche una divisa bianca e nera a strisce verticali ispirata a quella della squadra torinese in occasioni ritenute speciali. |
| Tauro                                | Panama       | Calcio        | Fondazione societaria, colori sociali e disegno della prima divisa. |
| Wexford Youths                       | Irlanda      | Calcio        | Colori sociali rosa e nero ispirati a quelli usati dalla società torinese dal 1900 al 1903 per iniziativa del fondatore Mick Wallace. |
| SD Partizan                          | Serbia       | Polisportiva  | Cambio dei colori sociali e del disegno della prima divisa della sezione calcistica nel 1957, da allora usato dal resto delle sezioni che costituiscono la polisportiva. |
| Juventus Idrottsförening             | Svezia       | Calcio        | Fondato nel 1948 da italiani emigrati in Svezia, era stato inizialmente costituito come fan club del club torinese, da cui mutuò il nome, il disegno dello stemma usato dalla Juventus sino al 2017, i colori sociali e il disegno della prima divisa. |
| Sfaxien                              | Tunisia      | Polisportiva  | Cambio dei colori sociali e del disegno della prima divisa nel 1962, venendo da allora soprannominata Juventus Al Arab ("Juventus Araba"). |